# 五比丘

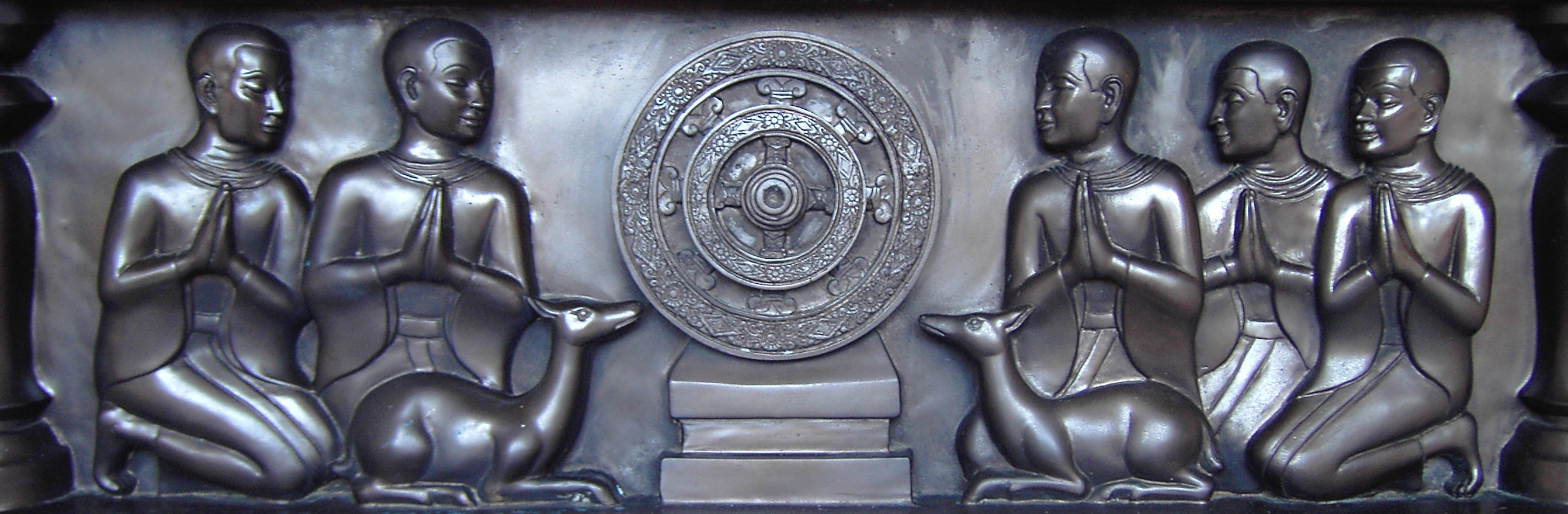
五比丘

五比丘（ごびく、梵: pañca-bhikṣávaḥ）は、ゴータマ・シッダルタ（釈迦）が成道して（悟りを開いて）最初に弟子となった5人の修行者。最初期の僧伽。
彼らは元々、ゴータマの父であるスッドダーナ（浄飯王）の要請によって苦行林に同行した（出家したゴータマの身辺警護のため父王の命令で派遣されたともいわれている）。彼らはともにウッダカ・ラーマプッタ仙人の下でバラモン修行を行うが、教えに満足して更なる修行を求めて出立する釈迦に同調し、ともに教団を離れた。6年に渡る苦行の後、釈迦は「苦行は悟りを得る真実の道ではない」として苦行林を去り、スジャーターから乳がゆの供養を得た様子を見て、鹿野苑へ去った（苦行放棄）。
その後、釈迦はブッダガヤにて悟りを得、鹿野苑へ赴いて彼らへ最初に法を説いた。当初、この5人の比丘は、修行を捨てた釈迦が遠くから来るのを見て、軽蔑の念を抱き歓迎を拒んだ。しかし、彼が徐々に近づくと、その堂々とした姿を見て畏敬の念を抱き、自然に立ち上がって座に迎えたといわれる。自らが阿羅漢であり正等覚者（仏陀）であることを宣言した釈迦は、なお教えを受けることを拒む5人を説得して最初の説法をなしたところ、阿若・憍陳如（コンダンニャ）はじめ次々とその教えを理解し預流果を得た。彼らが仏教に帰依して布教活動したことで、初期仏教教団の重要な役割を果たしたといわれる。この出来事は初転法輪と呼ばれ（説法波羅奈〈せっぽうはらな〉とも）、釈尊の人生の4つの転機の1つに数えられている。
なお、5人の名前は以下の通り。

## 五比丘
- 阿若・憍陳如（あにゃ・きょうちんにょ、アジュニャータ・カウンディンニャ、アンニャーシ・コンダンニャ）
- 阿説示（あせつじ、アッサジ）
- 摩訶摩男（まかなまん、マハーナーマン）
- 婆提梨迦（ばつだいりか、バドリカ、バッディヤ）
- 婆敷（ばしふ、ヴァシュフ、ワッパ、ヴァッパ）